# Murray McCully

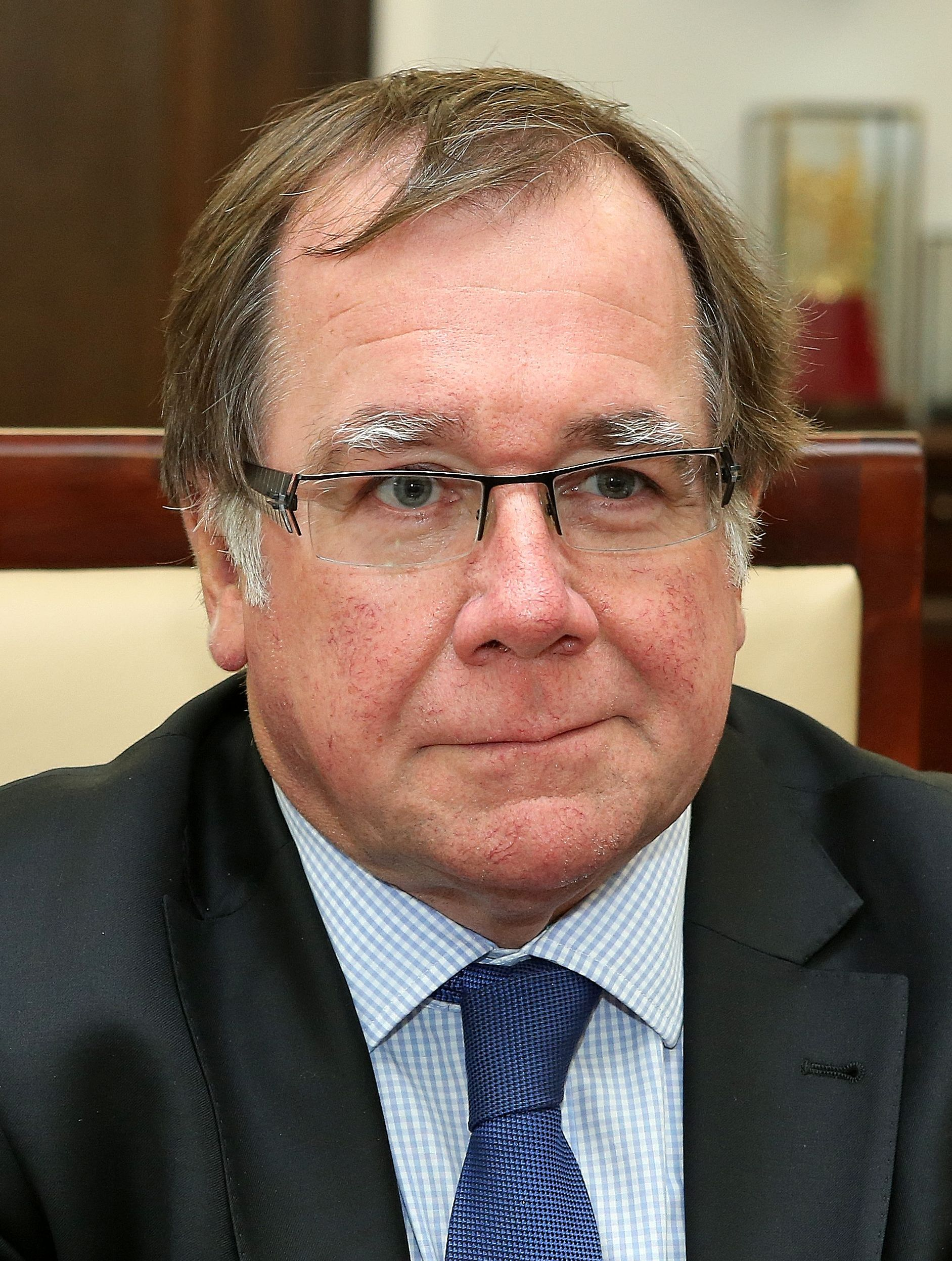
Murray McCully (2014)

Murray Stuart McCully CNZM (* 19. Februar 1953 in Whangārei, Northland) ist Mitglied der konservativen New Zealand National Party und war von 2008 bis 2017 Außenminister Neuseelands. Gerry Brownlee ist sein Nachfolger.

## Biografie
Nach der Schulausbildung an der Arapohue Primary School und der Dargaville High School studierte er Rechtswissenschaften an der University of Auckland sowie der Victoria University of Wellington. Nach dem Abschluss des Studiums mit dem akademischen Grad eines Bachelor of Laws (LL.B.) erhielt er die Zulassung als Barrister sowie als Solicitor und war anschließend als Rechtsanwalt tätig. Daneben war er Geschäftsführer einer Public-Relations-Firma.
Seine politische Laufbahn begann er als Vorsitzender der Jugendorganisation der Nationalist Party (Young Nationals) sowie als Direktor für Kommunikation in der Zentrale der NP. Darüber hinaus war er Stellvertretender Vorsitzender der NP in Region Auckland. 1987 wurde er als Kandidat der New Zealand National Party (NP) erstmals zum Abgeordneten des Repräsentantenhauses gewählt wurde, in dem er zunächst bis 1996 den Wahlkreis East Coast Bays und dann bis 2002 den Wahlkreis Albany vertrat. 2002 wurde er wiederum zum Abgeordneten des Repräsentantenhauses im Wahlkreis West Coast Bays gewählt.
Im Oktober 1991 wurde er von Premierminister Jim Bolger erstmals als Minister für Zölle und Assoziierter Minister für Tourismus in die Regierung berufen. Im Rahmen einer Kabinettsumbildung wurde er 1993 Wohnungsbauminister. Bis zum Ende der Amtszeit von Bolgers Nachfolgerin Jenny Shipley am 5. Dezember 1999 war McCully Minister für Immigration. Dabei erwarb er sich auch den Ruf einer der Hauptstrategen der NP zu sein.
Nach dem Sieg der National Party bei den Wahlen zum Repräsentantenhaus 2008 wurde er am 19. November 2008 von Premierminister John Key zum Minister für Auswärtige Angelegenheiten und Minister für Sport und Erholung ernannt. Darüber hinaus war er Minister für die Rugby-Union-Weltmeisterschaft 2011.